# Františka Kyselková
Františka Kyselková, rozená Klimešová (27. března 1865 Kamenice na Moravě – 23. července 1951 Brno) byla moravská etnografka, sběratelka lidových písní.

## Život
Absolvovala učitelský ústav v Brně, po maturitě pak učila v Ořechově a Ivančicích. V Ořechově se aktivně podílela na přípravě národopisné výstavy. V té době začala zapisovat lidové písně zvláště na Brněnsku a Horácku. Měla absolutní hudební sluch a smysl pro rytmus a melodii.
Od roku 1907 se stala členkou Pracovního výboru pro českou národní píseň na Moravě a ve Slezsku a poté už písně zapisovala systematicky a soustavně. Předsedou výboru byl hudební skladatel Leoš Janáček. Oba zaznamenávali zpěv lidových písní na Edisonův fonograf, podařilo se jim tak uchovat autentické provedení lidových písní. Františka Kyselková také obrátila Janáčkovu pozornost k lidové písni na Horácku.
V roce 1919 se stala jedním z prvních pracovníků Státního ústavu pro lidovou píseň v Brně a zde vedla evidenci písňových sbírek a zpracovávala rejstřík nápěvových incipitů. Kromě toho dále prováděla sběry písní po celé Moravě. Sbírala lidové písně z Podluží, Hané, Brněnska a z Drahanské vrchoviny. Na rodném Horácku sesbírala v letech 1906–1910 přes 1000 písní zejména ze Žďárska a Bystřicka. Celkem sebrala asi 1600 písní, jejich melodie zapisovala sama, se zapisováním textů jí pomáhal manžel. Na popud Leoše Janáčka zpracovala v roce 1920 zpěvník Lidové zpěvy z Podluží. Celkem 74 ze zapsaných písní uvedl František Bartoš ve své třetí sbírce a Leoš Janáček a P. Váša v Moravských písních milostných.

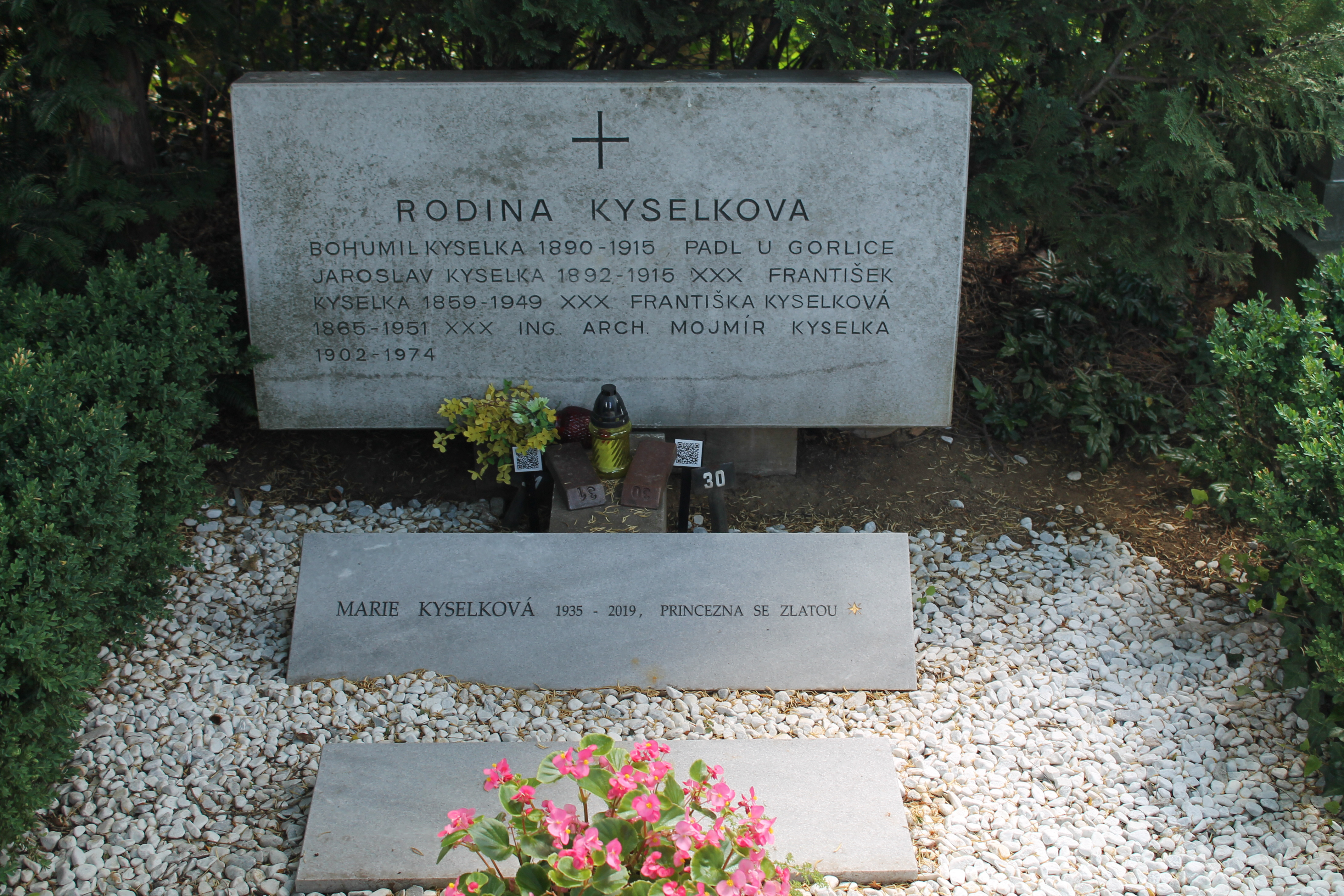
Hrob Františky Kyselkové

Pohřbena je na Ústředním hřbitově v Brně v rodinném hrobu rodiny Kyselkovy.
K její poctě byl v roce 2021 v její rodné Kamenici slavnostně otevřen park nesoucí její jméno.